# Casa Massip
La Casa Massip, Casa Masip, Finca Sant Jordi o Torre Sant Jordi, és un edifici noucentista del municipi d'Esplugues de Llobregat (Baix Llobregat) protegit com a bé cultural d'interès local.

## Descripció
Respon al tipus de torre residencial i d'estiueig. L'edifici té coberta a dues aigües, coronada per una balustrada. Està format per planta baixa i dos pisos. A un cantó es troba un torricó, amb mènsula de maó vist i arcs a les finestres.

## Història
El nom de Casa Massip és atribuïble a l'antic propietari Salvador Masip i Masip. El 1946, Joan Gusí i Eulàlia Bonvehí van encarregar una reforma a l'arquitecte Mariano Canosa Gutiérrez, adquirint l'aspecte actual. Els nous propietaris la van denominar finca o torre Sant Jordi, donant nom al carrer Casal de Sant Jordi. A l'interior hi ha ceràmiques representant la llegenda de Sant Jordi i el drac.